# Léon-Prosper Rénier
Léon-Prosper Rénier, né à Paris le 8 juillet 1857 et mort dans la même ville le 11 septembre 1950, est un publicitaire et chef d'entreprise français, gérant de la Société générale des annonces en 1903 et président du conseil d'administration de l'agence Havas de 1924 à 1944.

## Biographie

### Origines familiales et descendance
Léon-Prosper Rénier est le fils d'Émile Rénier, né en 1826 à Paris, publicitaire, créateur et directeur de la société " L'Administration d'affichage et de publicité " à Paris. Émile Rénier décède en octobre 1884.
Léon-Prosper Rénier est le père de Léon-Maurice Rénier (1885-1972), directeur général de l'agence Havas de 1925 à 1944, de Suzanne Rénier (1887-1955), épouse de Victor Planson (1877-1951), chirurgien à Paris, et de Madeleine Rénier (née en 1888), épouse en secondes noces de Philippe Gaubert (1879-1941), directeur de la musique à l'Opéra de Paris.
Parmi ses petits-enfants et leurs conjoints on relève :
- Max Rénier (1916-1993), fils de Léon-Maurice, directeur d'Avenir publicité, déporté à Auschwitz en avril 1944 dans le « convoi des tatoués »[4] et père d'Yves Rénier, comédien et réalisateur.
- Alain Poiré (1917-2000), fils de Madeleine Rénier et de Daniel Poiré-Franceschi, arrière-petit-fils du sculpteur Jean-Paul-Paschal Franceschi[5]. En 1938, à la suite du rachat de la Société nouvelle des entreprises Gaumont par l'agence Havas où il venait d'entrer, il en est détaché à 21 ans[6], pour prendre le secrétariat général de ce qui devient, après la Seconde Guerre mondiale, l'une des principales sociétés de production cinématographiques en Europe. Alain Poiré est le père de Jean-Marie Poiré, réalisateur et de Philippe et Patrice Poiré, producteurs de cinéma.
- Jean Marcland dit Marc Lanjean (1903-1964), médecin et compositeur, époux en 1934 de la fille de Suzanne Rénier et Victor Planson.

### Débuts et ascension dans l'affichage et la publicité
Dans les années 1870, la Maison Rénier avait remporté des marchés d'affichage emblématiques comme l'affichage du quotidien Le Figaro depuis sa fondation, puis, en 1875, la concession  de la publicité de la Compagnie des Omnibus  ou encore la concession des stores de la galerie des Machines et de la Grande galerie du Travail à l'Exposition universelle de Paris de 1878. Malgré ces succès commerciaux, l'entreprise connait des difficultés financières. Émile Rénier cherche à céder l'affaire, sans succès . Léon-Prosper Rénier, alors comptable, entré dans l'entreprise à ce moment, ne peut empêcher la faillite début 1886. Il rejoint alors à Nantes son frère Tatius Valentin, dit Maurice, Rénier (Paris, 1859 - Paris, 1921), récent propriétaire, avec son épouse, de l'Imprimerie nantaise.
Léon-Prosper Rénier revient cependant à Paris très rapidement pour rejoindre la Société générale des annonces (SGA) issue des nombreux regroupements d'entreprises de publicité conduits par les fils de Charles Havas. Une ascension fulgurante dans la SGA l'amène à la représenter dès 1900 dans le cadre du Syndicat des courtiers de publicité de Paris et du département de la Seine dont il est vice-Président. Il devient co-gérant de la SGA en 1903, nommé la même année conseiller du commerce extérieur de la France.
La puissance de la Société générale des annonces, devenue maison-mère de l'Agence Havas, donne à son gérant une position de premier plan dans la vie économique et politique. Léon Rénier est ainsi nommé chevalier de la Légion d'honneur par décret du 20 juillet 1906 au titre du Ministère du Commerce de l'Industrie et du Travail. Il est alors présenté comme copropriétaire et gérant de la maison Lagrange, Cerf et Cie, ancien nom de la SGA Les co-gérants de la SGA sont bien Émile Lagrange, fils de Charles Lagrange, fondateur de la société, décédé en juin 1904, Paul Cerf, André Sabatier et Léon-Prosper Rénier.
Les membres de la haute société parisienne reconnaissent également comme des leurs Léon Rénier et son épouse. Ils sont régulièrement cités dans les rubriques mondaines du Figaro, invités des "Five o'clock du Figaro" ou hôtes de brillantes réceptions dans « leurs beaux salons de l'avenue Hoche ». Leurs séjours dans leur château "La Source" à Semblançay sont régulièrement indiqués dans la presse.

### Léon Rénier et l'agence Havas
En 1912, Havas, Reuters et AP mettent en place un « consortium » afin de brider la concurrence entre eux, une opération conclue au départ pour favoriser les couplages publicitaires, opération conçue par Léon Rénier.
Dans les années 1920, il tente de convaincre Jean Mineur, qui a créé à Valenciennes une société de publicité à succès de rejoindre Havas. Désireux de conserver son indépendance, Jean Mineur décline l'offre. Pendant ses vingt ans à la tête de l'agence Havas, Léon-Prosper Rénier a aussi décroché des contrats d'exclusivité avec les pouvoirs publics, pour l'affichage publicitaire dans le métro de Paris et sur tous les kiosques de la capitale  [au moins pour les Kiosques, il faut lire Mme & Mr Tatius Valentin Aimé dit Maurice Rénier (frère de Léon) qui avait été porté adjudicataire de la concession des Kiosques en 1900].
La Société générale des Annonces cessera d'exister en 1920, lorsqu'elle sera entièrement absorbée par l'agence Havas une décision obtenue par Léon Rénier, qui deviendra en 1924 président du conseil d'administration de l'Agence, poste conservé jusqu'à la Libération, qui voit l'État français récupérer les deux tiers du capital de la branche publicité d'Havas.
Sous l'Occupation, l'agence de presse a été nationalisée par Philippe Pétain, mais Léon-Prosper Rénier, préfère s'adresser directement aux Allemands. Il négocie avec eux la nouvelle répartition du capital de Havas-publicité: les anciens actionnaires privés conservent 32 % du capital, contre 48 % au groupe allemand Mundus et le restant (20 %) à l'État français. Léon Rénier reste président et affirme que « l'entrée des représentants allemands marquera le début d'une collaboration cordiale et fructueuse pour la société. ».